# Stadtschreiber (Kanzleivorsteher)
Als Stadtschreiber bezeichnete man den mittelalterlichen oder frühneuzeitlichen Leiter einer städtischen Kanzlei. Durch seine Bildung, Erfahrung und lange Dienstzeit konnte er auf die Stadtentwicklung oft einen bedeutenderen Einfluss ausüben als der jeweils nur kurzfristig amtierende Bürgermeister. Eine vergleichbare Funktion übte in den Vereinigten Niederlanden ein Pensionär (Pensionaris) aus. In der Gemeindeverwaltung der Schweiz gibt es den Stadtschreiber als Kanzleivorsteher noch heute (wobei der Gemeindeschreiber eine ähnliche Funktion hat).

## Das Amt

### Bedeutung
Der mittelalterliche und frühneuzeitliche Stadtschreiber stand an der Spitze der städtischen Verwaltung (oberster städtischer Beamter) und gehörte damit – insbesondere in den Reichsstädten – zu den mächtigsten Männern der Stadt. In den Urkunden wird er oftmals schlicht als schreiber, scribae oder auch als notarius civitatis bezeichnet. Die heute bescheiden und nachrangig klingende Schreibtätigkeit wird den größeren und wesentlicheren Aufgaben des damaligen Amtsinhabers nicht gerecht. Seine Geschäftserfahrung (etwa als Kameralbeamter) und seine Rechtskenntnisse (als Notarius publius Caesar oder Dr. jur. Juris Consultus und somit als Jurist) brachten den Stadtschreiber in die Funktion eines ständigen Ratgebers für Bürgermeister und Rat. Das relativ gute Gehalt, der wachsende Aufgabenkreis, die hohe Verantwortung sowie das soziale und politische Ansehen in der Stadt und darüber hinaus zogen potentielle Bewerber um das Amt des Stadtschreibers an.

### Amtszeit
Es war allgemein üblich, Stadtschreiber auf längere Zeit zu bestellen. Sofern nichts dazwischen kam, ergab sich in der Regel eine Lebensstellung. Die Absicht war dabei, die Kontinuität in der Stadtpolitik sicherzustellen. Die offiziellen Stadtoberen, die Bürgermeister, konnten diese Forderung bei ihrer kurzen Amtszeit und dem kurzfristigen Wechsel nicht garantieren.
Eine Stadt brauchte also dringend jemanden,
- der volle Übersicht besaß, weil in seinen Händen alle Fäden zusammenliefen,
- der mit der Korrespondenz der Stadt vertraut war und wichtige Termine überwachte,
- der die stadtrechtlichen Regelungen kannte und damit umzugehen wusste,
- der in der Lage war, die schwierige Balance einer verpfändeten Reichsstadt zwischen den Vorstellungen und Forderungen des Pfandherrn (regionaler Herrscher, Fürst, Bischof) und denen des Pfandgebers (Kaiser) zu wahren,
- der garantierte, dass die formellen Akte der Stadtpolitik (Amtshandlungen) ordnungsgemäß abliefen,
- der notwendige Eingriffe in den Ablauf rechtzeitig veranlasste,
- der half, entstandene Fehler rasch zu korrigieren,
- der täglich in der Lage war, auf Mängel und Bedürfnisse der politischen und der Verwaltungsinstanzen zu reagieren,
- der einen im rechtlichen Tagesgeschäft erkannten Regelungsbedarf durch angemessene Vorschläge oder Gesetzesdefinitionen beheben konnte,
- der bei all seinen verwaltungsinternen Tätigkeiten nach außen sehr vorsichtig und geschickt umging und verschwiegen sein musste.

Diesen Ansprüchen konnte ein Stadtschreiber nur genügen, wenn man ihm Gelegenheit gab, entsprechend lange in seiner Stellung Erfahrung zu sammeln und sie umzusetzen.

### Anforderungen
Zu Anfang reichten Kenntnis des Schreibens und der lateinischen Sprache aus. Später war eine Tätigkeit in einer bedeutenden Kanzlei nur mit einer umfassenden Verwaltungsausbildung möglich. Spätestens seit dem 15. Jahrhundert mussten angehende Stadtschreiber eine akademische oder juristische Ausbildung nachweisen, wobei ein abgeschlossenes Studium anfangs nicht unbedingt für erforderlich gehalten wurde. In vielen, insbesondere größeren Städten, bevorzugte man jedoch einen Rechtsgelehrten.
Für einen Stadtschreiber war es jedenfalls unerlässlich, Rechtskenntnisse zu besitzen, denn ohne sie konnte er seinen Aufgaben, insbesondere als Vollzugsbeamter sowie als Bevollmächtigter in Prozessen und politischen Verhandlungen, nicht nachkommen.
Bei der Einstellung eines Rechtsgelehrten ergab sich für die Stadt die Möglichkeit, ihn gleichzeitig als öffentlichen Notar fungieren zu lassen. Der Verfasser der Reformatio Sigismundi von 1438 forderte direkt, dass alle Reichsstädte einen Stadtschreiber haben sollten, der öffentlicher Notar sei, „wa es notturftig wurd, (Notariats-)instrument ze machen, das er sy machte, das man kainen anderen suchte oder suchen muste“, und meint dann: „man hatt ir gnug mit ain in ainer statt“.

### Aufgaben
Kernaufgabe des Stadtschreibers war die Verfertigung der städtischen Urkunden (unter anderem des Stadtbuches) und der Korrespondenz, wobei er die reine Schreibarbeit zumindest in größeren Städten durch Hilfsschreiber und oftmals auch Kanzleischüler erledigen lassen konnte.
Daneben oblag dem Stadtschreiber nicht selten die Aufgabe, Gerichtsverhandlungen zu protokollieren und Urteile anzufertigen. Hierbei dürfte er – auch aufgrund seiner juristischen Kenntnisse – vielfach maßgeblichen Einfluss auf den Urteilstenor gehabt haben.
Der Stadtschreiber war ferner ein wichtiger Partner der Stadtregierung (Bürgermeister und Magistrat) beim Planen der Stadtentwicklung, so auch auf Teilgebieten wie der Personalpolitik.
Auf wichtigen Konferenzen und Verhandlungen ließ sich die Stadt von ihrem obersten Diplomaten, dem Stadtschreiber, als Bevollmächtigtem vertreten. Städte hatten manchmal Erklärungen in politischen Verwicklungen, Proteste oder Appellationen abzugeben. Diese machte man lieber vor einer Rechtsperson des eigenen Hauses als vor externen Notaren. Ebenso ließ man Aussagen dritter Personen von politischem Interesse mitunter lieber durch den eigenen Beamten notariell bescheinigen. Da die Stadtregierungen sich nur ungern entschlossen, ihre Originalurkunden fremden Händen anzuvertrauen und über Land zu schicken, war auch die Beglaubigung durch einen öffentlichen Notar erwünscht, der zugleich Stadtbeamter war. Bei einem fremden Notar bestand die Sorge, Fremde könnten unliebsame Einblicke in die Verhältnisse der Stadt nehmen.
Es ist zu bedenken, dass es in der damaligen Zeit noch kein allgemein gültiges niedergeschriebenes öffentliches und privates Recht gab. Aus seiner täglichen Arbeit erkannte der Stadtschreiber in diesem Bereich einen Regelungsbedarf. Sehr häufig wurde er deshalb auch mit dem Entwurf neuer städtischer Gesetze und Satzungen betraut. Viele Stadtschreiber leisteten auf dem Gebiet der Rechtsentwicklung Pionierarbeit und machten sich dadurch in der Geschichte einen Namen.
Beispiele sind Ulrich Zasius als Verfasser des Freiburger Stadtrechts von 1520 und dessen Schüler Johann Fichard als Schöpfer der Frankfurter Stadtrechtsreformation (1571 und 1578). Mehrere Stadtschreiber traten auch als Verfasser von Rechtsbüchern auf, so insbesondere Conrad Heyden, der um 1436 den Klagspiegel schuf, und Ulrich Tengler, der den Laienspiegel (1507) schrieb. Von Jakob Köbel sind juristische Schriften bekannt über die Gerichtsordnung (1523), öffentliches Recht (1532) und Deutsche Jura (posthum 1537).
Entsprechend der Bedeutung seines Amtes stand dem Stadtschreiber zumeist das höchste Gehalt aller städtischen Bediensteten zu (der Bürgermeister oder Stadtmeister war regelmäßig ehrenamtlich tätig), das er oftmals durch Notariatsdienste und die Ausbildung junger Schreiber zusätzlich aufbessern konnte.
Der Stadtschreiber oder Ratssekretär ist zu unterscheiden von den Syndici, den Rechtsgelehrten der Städte, die oftmals dem Rat der Stadt selbst mit einem Sonderstatus angehörten. So hatte die Freie Reichsstadt Lübeck in der Frühen Neuzeit bis zu drei Syndici gleichzeitig und für die Verwaltung zusätzlich drei Ratsschreiber, von denen der jeweils älteste als Protonotarius und der jeweils jüngste als Registrator bezeichnet wurde.

## Bedeutende Stadtschreiber
Wie man der folgenden Liste entnehmen kann, leisteten bedeutende Stadtschreiber oft hervorragende Arbeit in der Entwicklung des geschriebenen Rechts; manche auch als Geschichtsschreiber (Historiker). In der Lebensbeschreibung vieler Stadtschreiber fällt neben zusätzlicher wissenschaftlicher Tätigkeit häufig ihre Nähe zur humanistischen Bewegung auf.
- Gottfried Hagen (* 1230; † 1299), Stadtschreiber von Köln, Spezialist für juristische Dokumente (Urkunden)
- Johannes Rothe (* 1360; † 1434), Stadtschreiber, Kanoniker, Historiker und Autor der Eisenacher Rechtsbücher („Kettenbuch“)[4]
- Conrad Heyden (* 1385; † 1444), Stadtschreiber von Schwäbisch Hall, schuf den Klagspiegel (um 1436)
- Hans vom Staal (* 1419; † 1499), Stadtschreiber von Solothurn, spielte eine wichtige Rolle bei der Aufnahme Solothurns in die Alte Eidgenossenschaft
- Johannes Frauenburg (* um 1430; † 1495), Stadtschreiber in Görlitz (1463–1482), verfasste den Bürgermeisterspiegel, die Anweisung für das Amt des Bürgermeisters, mit Berufung auf Plato, Aristoteles und Cicero (1476)
- Johannes Purgold, Stadtschreiber von Eisenach (ab 1491), schrieb das Rechtsbuch über den Stadtrat und die Ratspersonen (Anfang 16. Jh.) auf der Grundlage der vom Priester und Eisenacher Stadtchronisten Johannes Rothe verfassten Eisenacher Rechtsbücher
- Ulrich Tengler (* 1447; † 1511), Stadtschreiber in Nördlingen (ab 1479), Rentmeister in Heidenheim (Brenz) (ab 1485), später Landvogt in Höchstädt (Donau), schrieb den Laienspiegel (1507)
- Hermen Bote (* um 1450; † 1520), Zollschreiber in Braunschweig, Mittelniederdeutscher Chronist und Schriftsteller
- Sebastian Brant (* 1457/1458; † 1521), Stadtschreiber von Straßburg (ab 1503), später kaiserlicher Rat und Beisitzer des Hofgerichts in Speyer, gab Layenspiegel und Klagspiegel  heraus (1509)
- Paul Schneevogel (* ca. 1460; † nach 1514), Stadtschreiber in Zittau (ab 1490) und Bautzen (ab 1497), Humanist (latinisiert Paulus Niavis) und Reformator des Lateinunterrichts
- Thüring Fricker (* um 1429; † 1519), Stadtschreiber in Bern (ab 1465)
- Ulrich Zasius (* 1461; † 1535), Gerichtsschreiber und Notar beim Bischof von Konstanz (ab 1483), Stadtschreiber im aargauischen Baden (Schweiz) (ab 1489), Stadtschreiber der Stadt Freiburg (ab 1494); Autor des Freiburger Stadtrechts (1520)
- Jakob Köbel (* 1462; † 1533), Stadtschreiber zu Oppenheim (1494–1533), Buchdrucker, Verleger, mathematischer und juristischer Schriftsteller, verfasste Gerichtsordenug Antzeigung und Inleitung Gerichtlicher Ordenung (Gerichtsordnung, 1523),  Glaubliche Offenbarung (öffentliches Recht, 1532) sowie Teutsche Jura. Regulae LL. Schlußreden, Regeln vnnd Bekürtzung beder Rechten, … Von ordentlichen Erbfällen, ausser halb Testamenten … (1537)
- Konrad Peutinger (* 1465; † 1547), Stadtschreiber von Augsburg (1497–1534), Jurist und Humanist, u. a. enger Vertrauter und kaiserlicher Rat Maximilians I., besaß die größte private Gelehrtenbibliothek nördlich der Alpen, Tabula Peutingeriana (1507)
- Johann Fichard (* 1512; † 1581), Stadtschreiber von Frankfurt am Main, Schöpfer der Frankfurter Stadtrechtsreformation 1571/1578
- Mathias Baux (* in Mennekrath), Stadtschreiber von Erkelenz (1544–1558), verfasste um 1550 die Erkelenzer Chronik und das Erkelenzer Rechtsbuch
- Renward Cysat (* 1545; † 1614), Stadtschreiber von Luzern, verfasste die Collectanea Chronica und denkwürdiger Sachen pro Chronica Lucernensis et Helvetiae und weitere aufschlussgebende Werke zur Chronik und Geschichte der Stadt Luzern und der Schweiz.
- Johann Textor (* 1582; † 1626) Jurist und Historiker, ab 1608 Stadtschreiber in Haiger, bekannt als Verfasser der Nassauischen Chronik (Herborn, 1617).
- Johann Adolph Höltich (* 1641; † 1704), war Doktor beider Rechte, 1670 Stadtschreiber von Mölln und Jurist zu Lübeck.